# Meteoriopsis stellata
Meteoriopsis stellata là một loài Rêu trong họ Meteoriaceae. Loài này được (Lorentz) Broth. miêu tả khoa học đầu tiên năm 1906.